# Marie Poland Fish
Marie «Bobbie» Poland Fish (Paterson, Nueva Jersey, 1902 - 2 de febrero de 1989) fue una oceanógrafa y bióloga marina estadounidense más conocida por sus investigaciones en bioacústica. Su investigación sobre la detección de sonido bajo el agua permitió a la Armada de los Estados Unidos distinguir los submarinos enemigos de la fauna. En 1966, la Armada de los Estados Unidos le otorgó la más alta condecoración civil, la Medalla por Servicio Distinguido, en reconocimiento a sus contribuciones durante sus veintidós años (1948-1970) dirigiendo el proyecto Underwater Sound of Biological Origin para la Oficina de Investigación Naval. Fundó el Laboratorio Marino Narragansett junto con su esposo, que más tarde se convertiría en la Escuela Superior de Oceanografía de la Universidad de Rhode Island.
Marie «Bobbie» Poland Fish (Paterson, Nueva Jersey, 1902 - 2 de febrero de 1989) fue una oceanógrafa y bióloga marina estadounidense más conocida por sus investigaciones en bioacústica. Su investigación sobre la detección de sonido bajo el agua permitió a la Armada de los Estados Unidos distinguir los submarinos enemigos de la fauna. En 1966, la Armada de los Estados Unidos le otorgó la más alta condecoración civil, la Medalla por Servicio Distinguido, en reconocimiento a sus contribuciones durante sus veintidós años (1948-1970) dirigiendo el proyecto Underwater Sound of Biological Origin para la Oficina de Investigación Naval. Fundó el Laboratorio Marino Narragansett junto con su esposo, que más tarde se convertiría en la Escuela Superior de Oceanografía de la Universidad de Rhode Island. a

## Biografía
Fish nació en Paterson, Nueva Jersey, Estados Unidos, y se graduó de Smith College antes de obtener un doctorado de la Universidad de Rhode Island. Antes de trabajar para la Oficina de Investigación Naval, trabajó para la United States Fish Commission, el Museo de Ciencias Buffalo, el Departamento de Conservación del Estado de Nueva York, la Universidad de Rhode Island, el Museo Nacional de los Estados Unidos (ahora el Instituto Smithsoniano), el Proyecto de Biología del Océano Pacífico y el estado de Rhode Island en varias funciones como científica, investigadora, instructora y curadora. Fue una autora prolífica que escribió más de 200 artículos en revistas académicas y populares, incluyendo una columna en un periódico sobre ciencia popular que escribió con su esposo entre 1936 y 1939, la única vez que colaboraron profesionalmente.
La familia Fish creó The Charles and Marie Fish Lecture in Oceanography, una conferencia pública anual sobre oceanografía que comenzó en 2002.
Falleció el 2 de febrero de 1989 a los 88 años de edad.